# Cantonul Mortrée
Cantonul Mortrée este un canton din arondismentul Argentan, departamentul Orne, regiunea Basse-Normandie, Franța.

## Comune
| Comune                  | Populație (1999) | Cod poștal | Cod INSEE |
| ----------------------- | ---------------- | ---------- | --------- |
| Almenêches              | ...              | 61570      | 61002     |
| La Bellière             | ...              | 61570      | 61039     |
| Boischampré             | 1 201            | 61570      | 61…       |
| Boissei-la-Lande        | ...              | 61570      | 61049     |
| Le Château-d'Almenêches | ...              | 61570      | 61101     |
| Francheville            | ...              | 61570      | 61176     |
| Marmouillé              | ...              | 61240      | 61253     |
| Médavy                  | ...              | 61570      | 61256     |
| Montmerrei              | ...              | 61570      | 61288     |
| Mortrée                 | ...              | 61570      | 61294     |